# Onitis crassus
Onitis crassus är en skalbaggsart som beskrevs av Sharp 1875. Onitis crassus ingår i släktet Onitis och familjen bladhorningar. Inga underarter finns listade i Catalogue of Life.